# 新來的女傭有點怪
《新來的女傭有點怪》是日本漫畫家創作的少年漫畫，於2020年2月號至2024年10月號在《月刊GANGAN JOKER》連載。改編電視動畫於2022年7月至10月播放。

## 故事概要
悠利的屋邸最近僱了一個女傭。那個女傭叫做凜凜澄，在悠利眼中實在十分可疑。她雖然工作勤奮認真，但是衣著暴露，會偷偷地去書房看書，煮的飯還特別好吃，洗乾淨的衣服非常好聞。尤其她那雙紫色的漂亮眼睛，像要把人吸進去般，讓人難以移開目光。悠利覺得，這個女傭可疑到像是會魔法一般。

## 登場角色
悠利（聲：早見沙織）
本作的主角。居住在鄉間小屋的天真富家少年，因車禍失去父母。對此時上門前來應徵女傭且願意不支薪的凜凜澄感到懷疑，每天都在暗處觀察她的真面目，後期在相處下再加上夏芽來訪而打消其疑慮，同時意識到了自己對凜凜澄的感情並與之表白。
實際上在小的時候就已經見過凜凜澄，後來凜凜澄在其父母尊重志願下，前往專門培養執事和女傭的住宿制職校就讀才未再見面。
凜凜澄（聲：高橋李依）
悠利的女傭。是個自願不領薪金、充滿謎團的少女。特徵是漆黑的頭髮、褐色的皮膚，還有紫色眼睛。總是把事情當成秘密，不太願意談自己的事情，所以悠利感覺她很可疑。
後期揭露小時因父母雙亡，在親戚們都不願意收留的情況下，悠利的父母適時伸出援手收養了她，為了報恩決定就讀培養執事和女傭的住宿制職校，在學成不久得知悠利父母的噩耗，才連忙跑去悠利那裡應徵女僕並就近照顧他。
五条院司（聲：堀江由衣）
悠利的同校同學，千金小姐出身。雖然是老實內斂的性格，但實際上是非常喜歡戀愛的人。經常妄想悠利和凜凜澄有着不尋常的關係。另一方面偶爾會和藤崎私下幫助在生活上遇到難關的悠利和凜凜澄。
藤崎（聲：小松未可子）
五条院司的女管家。凜凜澄舊識，有時會附和司的少女趣味，外表與凜凜澄相比英氣許多，做事也不拖泥帶水，會適時打斷五条院司的妄想。據夏芽所言在住宿制職校時就是問題學生，但藤崎本人似乎刻意不提及求學時代的事。
中島夏芽（聲：富田美憂）
凜凜澄的前同事，兩人也曾經是同學。特徵為雙馬尾和虎牙的女僕，喜歡凜凜澄，因為無法接受凜凜澄不支薪前往悠利家應徵女僕，所以特地跑去悠利家要接她回來，一開始不認同悠利但在相處下關係逐漸改善，曾向悠利表示對凜凜澄的喜歡（朋友方面）比較對主人的喜歡（愛情方面）不同。
雖然跟凜凜澄和藤崎為同校出身，但家事能力與前兩位相比經常出包，有時連悠利都會幫她收拾殘局。在確認凜凜澄的真實心意後和前來迎接她的現任主人一同離開悠利家。
原來的豪宅主人（聲：堀秀行）
一位年長的紳士，現在夏芽所服務的豪宅主人。他曾經是凜凜澄的主人。將凜凜澄託付給悠利後，他和夏芽一起回到了宅邸。在動畫中被寫為老爺。

## 迴響
本作獲得下一部漫畫大獎2020紙本漫畫部門的第9名。截至2022年5月，單行本累積發行超過45萬冊。

## 出版書籍
| 卷數 | 史克威爾艾尼克斯 | 史克威爾艾尼克斯                                        | 東立出版社    | 東立出版社             |
| 卷數 | 發售日期         | ISBN                                                    | 發售日期      | ISBN                   |
| ---- | ---------------- | ------------------------------------------------------- | ------------- | ---------------------- |
| 1    | 2020年4月22日    | ISBN 978-4-7575-6618-7                                  | 2021年4月23日 | ISBN 978-957-26-6749-1 |
| 2    | 2020年8月21日    | ISBN 978-4-7575-6805-1                                  | 2021年11月8日 | ISBN 978-957-26-6437-7 |
| 3    | 2021年1月22日    | ISBN 978-4-7575-7043-6                                  | 2022年3月7日  | ISBN 978-957-26-8116-9 |
| 4    | 2021年7月20日    | ISBN 978-4-7575-7230-0                                  | 2022年6月13日 | ISBN 978-957-26-8117-6 |
| 5    | 2022年2月22日    | ISBN 978-4-7575-7603-2                                  | 2022年9月6日  | ISBN 978-957-26-8439-9 |
| 6    | 2022年9月22日    | ISBN 978-4-7575-8149-4                                  | 2023年3月27日 | ISBN 978-626-347-409-3 |
| 7    | 2023年7月22日    | ISBN 978-4-7575-8679-6                                  |               |                        |
| 8    | 2024年11月21日   | ISBN 978-4-7575-9521-7 ISBN 978-4-7575-9522-4（特裝版） |               |                        |

## 電視動畫
2022年5月17日，宣布將改編為電視動畫，並定於2022年7月至10月在ABC電視台、朝日電視台系列「ANiMAZiNG!!!」深夜動畫時段播映；同時公開主視覺圖，並公佈男女主角的聲優和主要製作人員陣容。6月21日，宣佈首播日期是7月23日，並公開第1條宣傳片，宣傳片中初次披露由≠ME主唱的片頭曲《才，才不是喜歡！》。7月15日，公開第2條宣傳片，宣傳片中初次披露由堀江由衣主唱的片尾曲《秘密之庭的兩人》（秘密の庭のふたり）。
第3集因播映英國女子公開賽而延播一週。

### 製作人員
- 原作：
- 總導演、系列構成：湊未來
- 導演：星野美鈴
- 副導演：伊部勇志
- 角色設計：吉野萬智
- 道具設計：杉山了藏
- 設計工作：松尾真彦
- 美術監督：中原英統
- 色彩設計：山上愛子
- 攝影監督：新谷優子
- 3D導演：小笠原努
- 編集：木村勝宏
- 音響監督：鐘江徹
- 音響效果：倉橋裕宗
- 音樂：藤本幸司、佐佐木收
- 動畫製作：SILVER LINK.、BLADE[22]
- 音樂製作：國王唱片
- 音樂製作人：諏訪豊
- 製作人：小林大介、田中勇丞、諏訪豐、早野義人、伊藤拓己、金子逸人、小松翔太
- 動畫製作人：吉田昇央
- 製作：「新來的女傭有點怪」製作委員會

### 主題曲
片頭曲《才，才不是喜歡！》
作詞：指原莉乃，作曲：水野谷怜，編曲：如月結愛，主唱：≠ME
片尾曲《秘密之庭的兩人》（秘密の庭のふたり）
作詞：，作曲：，編曲：南田建吾，主唱：堀江由衣
插曲《彩虹的另一端》（虹の彼方へ）
作詞、作曲、編曲：藤本幸司，主唱：凜凜澄（高橋李依）

### 劇集列表
| 話數 | 標題                      | 分鏡                     | 演出     | 劇本       | 作畫監督                                                                          | 總作畫監督                                         | 首播日期      |
| --- | ------------------------- | ------------------------ | -------- | ---------- | --------------------------------------------------------------------------------- | -------------------------------------------------- | ------------- |
| 1 | 新來的女傭有點怪 （）     | 星野美鈴                 | 星野美鈴 | 湊未來     | 水野隆宏、洪範錫、森悦史、中村沙由貴、正金寺直子                                  | 吉野万智、佐藤勝行、松尾真彦、高橋優志             | 2022年7月23日 |
| 在父母因意外過世後，少年悠利繼承家中豪宅。因為請不起傭人，他試著獨立生活，但弄得一蹋糊塗。女傭凜凜澄突然出現並毛遂自薦，甚至不要求薪水。雖然悠利覺得很可疑，但他被凜凜澄深邃的眼眸所吸引，便雇用了她。凜凜澄的工作表現完美無缺，讓悠利加深懷疑並輾轉難眠，甚至懷疑她是魔法師。凜凜澄最初只是覺得好笑，但悠利無意間不斷表示她很漂亮，讓她感到心慌意亂。悠利在半夜發現凜凜澄待在廚房，便指責她用愛情靈藥迷惑自己，但她實際上只是在做悠利喜歡的料理。在凜凜澄直呼悠利的名字時，悠利認為這很像夫妻，要她別再這麼做，並希望能加深對她的了解。凜凜澄的回憶顯示，她在悠利的父母過世後收到一封信，促使她立即奔往豪宅擔任女傭。                           |                           |                          |          |            |                                                                                   |                                                    |               |
| 2 | 少爺與貓與牽牛花 （）     | 寺丘臨                   | 平田貴大 | 星野七海   | 洪範錫、吉田肇、金子匡邦、山廣喬介、斎藤晴輝、陳亮、胡慶丹                        | 吉野万智、佐藤勝行、松尾真彦、高橋優志             | 2022年7月30日 |
| 凜凜澄在工作途中突然離開，悠利認為她形跡可疑，追上後發現她在照顧野貓。害怕貓的悠利想克服恐懼，試圖以各種方式博取野貓的好感。在悠利餵野貓吃東西時，另一隻個頭更大的野貓走近。悠利原先很害怕，後來把對方趕跑，並和原先的野貓變得更親近。凜凜澄見狀後很羨慕，於是悠利也摸了摸她的頭。在用餐後，悠利向凜凜澄請教做菜的方法，卻無法做出和她相同的奶油燉菜，一問之下才知道凜凜澄在料理中投入很多的愛。雖然悠利追問要如何投入滿滿的愛，但凜凜澄羞得無法回答。 |                           |                          |          |            |                                                                                   |                                                    |               |
| 3 | 五条院司是小大人 （）     | 網野哲郎                 | 星野美鈴 | 湊未來     | 水野隆宏、正金寺直子、森悦史、洪範錫、、Revival、、                               | 佐藤勝行、松尾真彦、高橋優志                       | 2022年8月14日 |
| 悠利到學校上課，他的同學都知道他家裡的變故，同學之一的五条院司想協助他，但因太害羞而一直沒搭上話。她聽到悠利和凜凜澄交談，認為兩人之間有禁忌之戀，決定暗中觀察兩人互動。另一天，凜凜澄出門採買晚餐要用的秋刀魚，但跑到隔壁鎮上才買到，並因為忘了帶手機而無法聯絡悠利，讓獨自一人在家的悠利胡思亂想。在凜凜澄回家後，悠利哭訴凜凜澄對自己下了詛咒，讓自己會因為獨自一人而感到寂寞。凜凜澄承諾悠利，今後不會一聲不響就離開他。 |                           |                          |          |            |                                                                                   |                                                    |               |
| 4 | 少爺喜歡布丁嗎 （）       | 星野美鈴                 | 阿部雅司 | 星野七海   | 石本英治、志賀道憲、山崎展義                                                      | 佐藤勝行、松尾真彦                                 | 2022年8月21日 |
| 凜凜澄試圖改善和悠利的關係，並讓自己感覺起來更成熟可靠，但反而加深悠利對她的懷疑。凜凜澄提議一起玩遊戲，兩人便一起下西洋棋，這是悠利的父親唯一教悠利玩的遊戲。悠利回憶父親教自己下棋、以及母親製作布丁的過程。凜凜澄發現自己試圖改善關係的行為操之過急，並向悠利表示隨時都能陪他下棋。學校將舉辦教學參觀日，悠利反覆思索要如何邀請凜凜澄參加，致使他行為反常，即使拿到凜凜澄製作的布丁也不感到可疑。之後悠利鼓起勇氣提出邀請，而凜凜澄也向五条院的管家藤崎借了合適的服裝並出席教學參觀日。活動結束之後，悠利對凜凜澄來參加活動感到開心並表示感謝。                                                                                               |                           |                          |          |            |                                                                                   |                                                    |               |
| 5 | 我重要的… （）            | 寺岡臨                   | 寺岡臨   | 森江美咲   | 洪範錫、正金寺直子、森山剛史、西川雅史、吉田肇、金子匡邦、Revival、GKセールス     | 佐藤勝行、松尾真彦、高橋優志                       | 2022年8月28日 |
| 學校運動會將至，凜凜澄設計一套特訓清單，並協助悠利在家裡鍛鍊。運動會當日，凜凜澄一大早便準備了便當。在賽場上，五条院發現凜凜澄前來為悠利加油，便決定協助他獲勝，藉此看到他和凜凜澄更多的互動。之後悠利所屬的紅組在拔河中取勝，五条院也如願以償。悠利邀凜凜澄參加家長組的障礙賽跑，並在競賽過程中幫她打氣，凜凜澄也獲得了第一名。討厭悠利的同學批評他不該使喚女傭參賽，但悠利表示凜凜澄是自己重要的家人。 |                           |                          |          |            |                                                                                   |                                                    |               |
| 6 | 新來的女傭怪怪的 （）     | 沖田宮奈                 | 菱川直樹 | 森江美咲   | 永田正美、正金寺直子、水野隆宏、森悦史、輿石暁、Revival                           | 吉野萬智、永田正美、松尾真彦、佐藤勝行             | 2022年9月4日  |
| 凜凜澄因為淋雨而感冒，工作一蹋糊塗。悠利強迫凜凜澄休息，但凜凜澄擔心自己會因為不能工作而無法陪伴悠利，悠利承諾她不會發生此事。在凜凜澄康復後，悠利分擔了她的工作，並表示想多和她相處。五条院舉辦了萬聖節派對，悠利裝扮成賢者、而凜凜澄裝扮成龍出席派對。之後某日，悠利發現凜凜澄舉止可疑，凜凜澄坦承自己接到信件，被要求返回先前的工作地點，悠利這才知道凜凜澄是偷跑過來的，他訴說了自己的心意並希望凜凜澄留下，凜凜澄喜極而泣，並把信丟進垃圾桶。 |                           |                          |          |            |                                                                                   |                                                    |               |
| 7 | 不在教科書上 （）         | 網野哲郎                 | 白石道太 | 横手美智子 | 藤崎真吾、STUDIO MASSKET                                                          | 吉野萬智、佐藤勝行、高橋優志                       | 2022年9月11日 |
| 悠利在學校學習時間分配時，發現自己無時不刻都在想凜凜澄，並認為自己罹患重病。五条院對此深感興趣，並指出悠利抱持的感情名為戀愛。不知戀愛為何的悠利反覆思索也得不出結果，不過他看到凜凜澄感到幸福的樣子，便不再煩惱此事。悠利準備參加繪畫比賽，他打算畫凜凜澄的肖像畫，並試圖藉此看清凜凜澄的本質，也藉此釐清戀愛為何。悠利發現自己的畫技無法表現出凜凜澄的美，並因此失眠。凜凜澄的各種助眠方式都沒有作用，直到她上床陪睡並吟唱搖籃曲後才讓悠利進入夢鄉。悠利發現這首搖籃曲有懷念的感覺，但他已沒有印象。之後悠利的畫作贏得了獎項。 |                           |                          |          |            |                                                                                   |                                                    |               |
| 8 | 紫色眼眸的少女 （）       | 吉川博明                 | 伊部勇志 | 星野七海   | 石田誠也、步宇、髙橋瑞紀、森前和也、三船智帆、武志鵬、近響子                      | 大島美和                                           | 2022年9月18日 |
| 凜凜澄在休假時與藤崎敘舊，但她仍一直想著悠利，並對藤崎和五条院的關係表示羨慕。藤崎勸她對悠利坦誠心扉，並認為她和學生時代相比已經有很大的改變。在道別前，藤崎建議凜凜澄坦白某件事，此話被一直跟蹤凜凜澄的悠利聽見。在凜凜澄回家後，悠利就此事質問她，並提到自己以前曾見過凜凜澄，凜凜澄坦白確有此事，並表示自己遲遲沒有明說的原因是害怕悠利不記得往事，在悠利表示自己已經逐漸想起過去後，兩人言歸於好。五条院問悠利他和凜凜澄的近況，並點明他對凜凜澄的感情即為戀愛，悠利急忙跑回家，向凜凜澄做出愛的告白。在凜凜澄準備回應時，被她之前的同事夏芽打斷。                                                                                           |                           |                          |          |            |                                                                                   |                                                    |               |
| 9 | 繁雜而百感交集的真心 （） | 竹内光、吉川浩司、村上勉 | 村上勉   | 横手美智子 | 正金寺直子、洪範錫、吉田肇、山口保則、志賀道憲、石本英治、山廣喬介、陳亮、Revival | 吉野萬智、佐藤勝行、松尾真彦、高橋優志             | 2022年9月25日 |
| 凜凜澄再次回絕夏芽，無意回去與她一起工作。夏芽便決定暫留悠利的宅邸，鑑定悠利有何能耐，但反而弄巧成拙。悠利推斷夏芽喜歡凜凜澄，並認為她應當坦承自己的心意，之後夏芽坦白自己喜歡凜凜澄。悠利觀察夏芽的舉止，認為她不像個女傭，而在她試圖幫凜凜澄做家務時也顯得笨手笨腳，凜凜澄表示自己正是因為經常協助出錯的夏芽，才得以精通各種家事。在凜凜澄和夏芽共浴時，凜凜澄提到自己不知道該如何面對悠利直率的心意，而夏芽指出凜凜澄的表情早已將對悠利的好感表露無遺。 |                           |                          |          |            |                                                                                   |                                                    |               |
| 10 | 星星為誰從天而降 （）     | 平田貴大                 | 平田貴大 | 星野七海   | 永田正美、水野隆宏、山口保則、、、玄機                                            | 佐藤勝行、松尾真彦、高橋優志、南原孝衣子、永田正美 | 2022年10月2日 |
| 悠利向五条院提起近況，五条院認為夏芽是悠利的情敵，並對三人的關係非常期待。夏芽幫悠利解決了糾紛，悠利便為她挑選要送給凜凜澄的耶誕禮物作為回報，並和五条院、藤崎暗中籌備給凜凜澄的耶誕派對。另一方面，夏芽支開凜凜澄，打算在回到園主人家中服務前表白心意，她將禮物送給凜凜澄，回到悠利的宅邸反而發現自己一直被悠利等人蒙在鼓裡，並接受了眾人給的驚喜。在賓主盡歡後，悠利送給夏芽一張卡片表示謝意。 |                           |                          |          |            |                                                                                   |                                                    |               |
| 11 | 肯定是自從那時起… （）    | 網野哲郎                 | 星野美鈴 | 湊未來     | 永田正美、正金寺直子、石本英治、洪範錫、𠮷田肇、森悦史、山口保則、BigOwl          | 吉野万智、佐藤勝行、松尾真彦、高橋優志             | 2022年10月9日 |
| 凜凜澄的前任主人造訪悠利的宅邸，表示可以諒解凜凜澄的離開。夏芽感謝悠利讓自己有勇氣和喜歡的主人告白。凜凜澄透露自己年幼時，父母突然離自己而去，多虧悠利的父母收留，凜凜澄決定成為女僕以報答恩情。然而悠利的父母意外身亡，凜凜澄便立即前去照顧悠利。悠利擔心凜凜澄會被帶走，凜凜澄的前主人表示自己只是來接回夏芽。在他帶夏芽離開後，凜凜澄和悠利享受久違的兩人時光，凜凜澄邀悠利出門走走，悠利認為這是約會並欣然答應，兩人到悠利父母的墳前獻花，並一起看耶誕燈飾。凜凜澄終於勇敢地問悠利對自己的愛是何種愛，悠利表示自己雖然不知道，但期待兩人攜手找到答案。次日下了雪，悠利和凜凜澄堆了雪人，悠利把六個小雪人放在兩個大雪人旁，讓凜凜澄十分害羞。 |                           |                          |          |            |                                                                                   |                                                    |               |

### 播映平台
日本深夜動畫：下文記載的日本国内播放時間使用日本標準時間（UTC+9）表示。因為部分時間标识會採用30小时制，因此請留意这类超过24:00的时间，其實際播放時間為翌日清晨。
| 播映地區     | 播映平台                    | 播映日期                     | 播映時間              | 備註   |
| ------------ | --------------------------- | ---------------------------- | --------------------- | ------ |
| 亞洲、大洋洲 | Ani-One Asia YouTube頻道    | 2022年7月23日－2022年10月9日 | 星期六 26:00（UTC+8） | [ 25 ] |
| 中國大陸     | bilibili                    | 2022年7月23日－2022年10月9日 | 星期六 26:00（UTC+8） | [ 26 ] |
| 台灣         | 巴哈姆特動畫瘋、中華電信MOD | 2022年7月23日－2022年10月9日 | 星期六 26:00（UTC+8） |        |

## 軼事
本作聲演悠利、凛凜澄和五条院司的早見沙織、高橋李依和堀江由衣也曾共同在動漫《魔法使 光之美少女！》中聲演過光之美少女小哈／花海言葉／幸福天使、朝日奈未來／奇蹟天使和十六夜理子／魔法天使。

## 外部連結
- 漫畫官方網站（日語）
- 電視動畫官方網站（日語）
- 電視動畫的X（前Twitter）（日語）